# Sinal de Homans
O sinal de Homans é um sinal médico de desconforto ou dor na panturrilha após dorsiflexão passiva do pé. É causado por uma trombose das veias profundas da perna (trombose venosa profunda). Recebe este nome em homenagem ao médico americano John Homans.
No Sinal de Homans, o examinador faz um movimento de dorsiflexão do pé para avaliação realizada no membro inferior. Em geral, quando a dor é positiva, o paciente refere dor na panturrilha. Contudo,é válido ressaltar que o diagnóstico deve ser corroborado por outros sinais e sintomas e exames específicos, pois esse sinal não é diagnóstico definitivo de tromboflebite, já que a dor relatada também pode ser causada por estiramento muscular.